# Полянський Ігор Миколайович
Полянський Ігор Миколайович (20 березня 1967) — радянський плавець.
Олімпійський чемпіон 1988 року.
Чемпіон світу з водних видів спорту 1986 року.
Чемпіон Європи з водних видів спорту 1985, 1987 років.
Переможець літньої Універсіади 1985 року.